# ۱۱۵۰ (خورشیدی)
۱۱۵۰ هزار و صد و پنجاهمین سال هجری خورشیدی است.

## رویدادها
- سِر ویلیام جونز؛ زبان‌شناس و ادیب و خاورشناس انگلیسی که عاشق زبان فارسی بود، کتابی با نام «دستور زبان فارسی» تألیف کرد که بسیار مورد توجه و بهره‌برداری قرار گرفت؛ به‌طوری که شیفتگان زبان فارسی از این کتاب به‌عنوان مـأخذ معتبری استفاده می‌کردند. در این کتاب، شعرهایی از شاعران فارسی‌گو از جمله سعدی نیز ترجمه شده بود.